# Yorick van Wageningen
Yorick van Wageningen (ur. 16 kwietnia 1964 w Baarn, w prowincji Utrecht) – holenderski aktor filmowy i telewizyjny.

## Wybrana filmografia
- 2001: Ja i Morrison (Minä ja Morrison) jako Jan
- 2003: Bez granic (Beyond Borders) jako Kurt Steiger
- 2004: Kroniki Riddicka (The Chronicles of Riddick) jako The Guv
- 2005: Podróż do Nowej Ziemi (The New World) jako kapitan Argall
- 2010: Droga życia (The Way) jako Joost
- 2011: Dziewczyna z tatuażem (The Girl with the Dragon Tattoo) jako Nils Bjurman
- 2017: Papillon. Motylek (Papillon) jako Warden Barrot